# Винож
Винож (укр. Вінож) — село на Украине, находится в Мурованокуриловецком районе Винницкой области. Население по переписи 2001 года составляло 399 человек. 
По преданию существовал городок Винограды, получивший название от многих виноградников. Однако впоследствии городок был разрушен татарами. Село состоит из трех исторических частей, которые имеют живописные названия: Балки, Кутяны и Камаковка.

## Исторические объекты
1. «Церковь Рождества Богородицы», построенная в 1760 году в виде деревянного храма. Сгорела в 1830 году. Новое здание церкви было возведено в 1854 году вместе с колокольней, но уже из камня. Новый иконостас установлен в храме с 1896 года. Церковь на сегодня — это действующий храм Украинской православной церкви Московского патриархата.
2. «Усадьба Колосовских». Состоит из жилого дома (построенного приблизительно в середине XIX ст.) с четырьмя «римскими колоннами», установленными в центральном входе, а также парка с плодовыми деревьями и аллеею елей, возрастом приблизительно до ста лет. Сельский совет использовал усадьбу как помещение для начальной школы.
3. «Панский источник» (укр. «Панський жолоб»). Источник питьевой воды, который под большим давлением пробивается на поверхность через скальные породы. Источник действует свыше двух веков. Вода имеет приятный освежающий вкус. Источник очень популярен среди местных жителей и гостей села.

## Известные личности
Дзигивский Иван Иванович, родился в 1941 году. Главный конструктор, начальник отдела артиллерийских систем ЗАО «Специальное конструкторское бюро», ОАО «Мотовилихинские заводы», г. Пермь. Награждён орденом «Знак Почета» в 1982 году. Почетный машиностроитель. При его непосредственном участии разработанные и принятые на вооружение системы «Гиацинт», «Нона», комплексы «Ураган» и «Смерч». Разработана пусковая установка для запуска противоградовых ракет «Алан-2». Автор 22 изобретений, подтвержденных 8 авторскими свидетельствами и 14 патентами РФ.

## Интересные факты
В советское время в селе проводились геологические разработки. Обнаружены залежи меди, цинка, свинца. В некоторых местах содержимое полиметаллов в пробах достигало промышленных масштабов.

## Адрес местного совета
23450, Винницкая область, Мурованокуриловецкий р-н, с. Немерче, ул. Центральная, 1